# دانيال روبرتس
دانيال روبرتس (بالإنجليزية: Daniel Roberts)‏ (29 يونيو 1989 بريدنغ في المملكة المتحدة - ) هو لاعب كرة قدم أمريكي في مركز الوسط. لعب مع Wilmington Hammerheads FC ‏ وNorth Carolina Fusion U23 ‏.

## وصلات خارجية
- دانيال روبرتس على موقع قاعدة بيانات كرة القدم.إي يو (الإنجليزية)